# Tetraselago natalensis
Tetraselago natalensis är en flenörtsväxtart som först beskrevs av Robert Allen Rolfe, och fick sitt nu gällande namn av Junell. Tetraselago natalensis ingår i släktet Tetraselago och familjen flenörtsväxter. Inga underarter finns listade i Catalogue of Life.